# Jan Muk
Jan Muk (8. května 1935 Jindřichův Hradec – 27. října 1994 Praha) byl český stavební inženýr, památkář a historik umění.

## Život
Roku 1953 maturoval na Gymnáziu v Jindřichově Hradci. Vystudoval pozemní stavitelství na Českém vysokém učení technickém v Praze a dějiny umění na Filosofické fakultě University Karlovy. Po studiích nastoupil do Státního ústavu pro rekonstrukci památkových měst a objektů, kde pracoval v Ateliéru stavebně-historických průzkumů pod vedením Dobroslava Líbala, který ho zásadně ovlivnil. V roce 1985 se stal Líbalovým nástupcem ve vedení ateliéru.
Po roce 1989 přednášel na Fakultě architektury ČVUT, Filosofické fakultě University Karlovy a na Pedagogické fakultě Jihočeské university v Českých Budějovicích.

## Dílo
- LÍBAL, Dobroslav; MUK, Jan. Staré Město Pražské : architektonický a urbanistický vývoj. 1. vyd. Praha: Lidové noviny, 1996. 539 s. ISBN 80-7106-167-0.
- MUK, Jan; NOVOSADOVÁ, Olga. Hrad Krakovec : stavebně historický průzkum. Praha: Státní ústav pro rekonstrukci památkových měst a objektů, 1976. 45 s.